# Oromerícids
Els oromerícids (Oromerycidae) són una família extinta de mamífers artiodàctils que visqueren a Nord-amèrica durant l'Eocè, fa entre 37 i 46,2 milions d'anys. Se n'han trobat restes fòssils al Canadà i els Estats Units. Eren parents propers dels primers camèlids i, de fet, durant molt de temps foren classificats en el si d'aquesta altra família. Eren aproximadament igual de grossos que cèrvids de mida petita a mitjana i presumiblement brostejaven pels boscos. Desaparegueren en l'extinció de l'Eocè-Oligocè, incapaços d'adaptar-se als ecosistemes més oberts que dominarien l'Oligocè.